# Saulx-les-Chartreux
Saulx-les-Chartreux – miejscowość i gmina we Francji, w regionie Île-de-France, w departamencie Essonne.
Według danych na rok 1990 gminę zamieszkiwało 4141 osób, a gęstość zaludnienia wynosiła 541 osób/km² (wśród 1287 gmin regionu Île-de-France Saulx-les-Chartreux plasuje się na 361. miejscu pod względem liczby ludności, natomiast pod względem powierzchni na miejscu 509.).
- saulx les chartreux website